# 郭庆平
參數所指定的目標頁面不存在，建議更正成存在頁面或直接建立下列一個頁面（建立前請先搜尋是否有合適的存在頁面可以取代）：
- 郭慶平 (香港)

郭庆平（1956年8月—），辽宁黑山人。男，满族。辽宁财经学院金融系毕业。

## 生平
1998年11月，任中国人民银行沈阳分行副行长、党委委员兼分行营业管理部主任、党委书记、国家外汇管理局沈阳市分局局长。1999年12月，先后任中国人民银行内审司副司长、司长，兼经济实体脱钩与资产处置办公室主任。2003年2月，任中国人民银行天津分行党委书记、行长，国家外汇管理局天津市分局局长。2008年12月，任中国人民银行党委委员、行长助理。2015年2月，任中国人民银行党委委员、副行长。2016年12月，不再担任中国人民银行副行长。
2008年，当选第十一届全国人民代表大会天津地区代表。2018年2月24日，当选为第十三届全国人大代表。